# Крупник (напиток)
Крупник — традиционный алкогольный напиток, похожий на ликёр, из спирта (или акавиты), мёда и специй (корица, ваниль, гвоздика, имбирь и мускатный орех). Известен в Польше и Белоруссии, Литве с XVIII века.
В ВКЛ были популярными, в том числе, и фруктовые крупники, в которые добавляли малиновый или вишнёвый сок, клюкву и т. п.
Мастерство приготовления крупника считалось в XIX веке необходимым качеством хозяйки шляхетского дома, к некоторым мастерицам гостьи съезжались особо ради этого повода с округи радиусом 80 км. В особенности славились крупники из Ковно.
Крупник был в определенном смысле конкурентом немецкого пунша — традиционно подавался горячим в маленьких фарфоровых чашках (но в менее официальной обстановке пили и из стаканов или даже деревянных ложек).
Существовал ритуал «курения» крупника — все ингредиенты складывались в большую глиняную миску и поджигались; постепенно горящая смесь набирала тёмно-янтарный цвет и специфический аромат; по знаку хозяйки все собравшиеся одновременно дули на пламя, чтобы его погасить.
В наше время крупник изготавливается промышленно в Польше, Литве и Белоруссии.
Оригинальный рецепт напитка сохраняется в тайне. Впрочем, поскольку в каждом доме его варили из доступных по цене или просто местных ингредиентов, можно сказать, что какого-либо «оригинального» рецепта просто нет, или же, что этих рецептов почти бесконечное количество.